# Comté de Bugallal
Le comté de Bugallal (en espagnol et en galicien Condado de Bugallal) est un titre de noblesse espagnol créé le 2 mars 1896 en Galice par Alphonse XIII en faveur de doña Adelaida García y Rodríguez, veuve de Saturnino Álvarez Bugallal (es), ministre des Grâces et de la Justice d’Alphonse XII.
Par un décret royal du 12 février 1906, la comtesse de Bugallal est autorisée à désigner son successeur au titre comtal.
À Pontevedra, la famille comtale possède le pazo da Parda.
Octroyé sous la Deuxième Restauration, le titre comtal n’est plus reconnu sous la Seconde République espagnole. Toutefois, le général Franco rétablit l’héritière légitime de Gabino Bugallal Araújo selon la succession établie sous la Deuxième Restauration ; l’actuel royaume d’Espagne, instauré en 1975, est le garant du titre nobiliaire.

## Liste des comtes de Bugallal
- Adelaida García y Rodríguez (décédée en 1911), 1re comtesse de Bugallal à partir du décret royal du 2 mars 1896 jusqu’à sa mort le 4 avril 1911 (sans postérité survivante) ;
- Gabino Bugallal Araújo (1861-1932) successeur désigné de la précédente, 2e comte de Bugallal de la mort de sa parente le 4 avril 1911 à l’abolition de la monarchie le 14 avril 1931, qui épouse Rodríguez-Fajardo y Codesido (postérité) ;
- Matilde Bugallal y Rodríguez-Fajardo (gl) (décédée en 1932), en théorie « 3e comtesse de Bugallal » en 1932, si la monarchie et le système nobiliaire espagnols n’avaient pas été abolis, qui épouse Luis Usera Bugallal (sans postérité) ;
- María del Carmen Bugallal y Rodríguez-Fajardo (gl) (1892-1968), sœur de la précédente, établie en tant que comtesse de Bugallal (4e selon les revendications familiales) par le décret du 11 mars 1951[2], jusqu’à sa mort le 20 décembre 1968, qui épouse Manuel Fernández Barrón y Berrenechea (postérité) ;
- José Ramón Fernández-Bugallal y Barrón (gl) (1916-2007), fils aîné de la précédente, « 5e » comte de Bugallal par l’ordre du 3 décembre 1969[3] jusqu’à sa mort le 25 janvier 2007, qui épouse María del Pilar Lorenzo y Blanc (postérité) ;
- María Cristina Fernández-Bugallal y Lorenzo (gl) (1945), enfant aîné du précédent, « 6e » comtesse de Bugallal depuis l’ordre du 28 avril 2008[4], qui épouse Antonio Vivancos y Baño (postérité).